# Primer Teatro de Larisa
El Primer teatro de Larisa era un antiguo teatro griego de la ciudad de Larisa, en Tesalia, Grecia. Sus restos se encuentran en el centro de la actual ciudad de Larisa. Hoy en día se conoce como el “Primer teatro antiguo de Larisa.” (en griego: Πρώτο Αρχαίο Θέατρο Λάρισας, romanizado: Próto Archaío Théatro Lárisas, myös Αρχαίο θέατρο Α΄ Λάρισας, Archaío Théatro A' Lárisas).

## Historia
El llamado primer teatro de Larisa fue construido a principios del período helenístico, alrededor de 300-250 a. C. Se utilizaba no solo para la representación de obras teatrales, sino también como sede de las reuniones de la Liga Tesalia, ya que Larisa era la sede central de la Liga. El teatro, y en particular su edificio escénico, fue modificado hacia 200-150 a. C.. A finales del siglo I a. C., se convirtió en una arena adecuada para espectáculos del período romano, como los de gladiadores y animales salvajes.

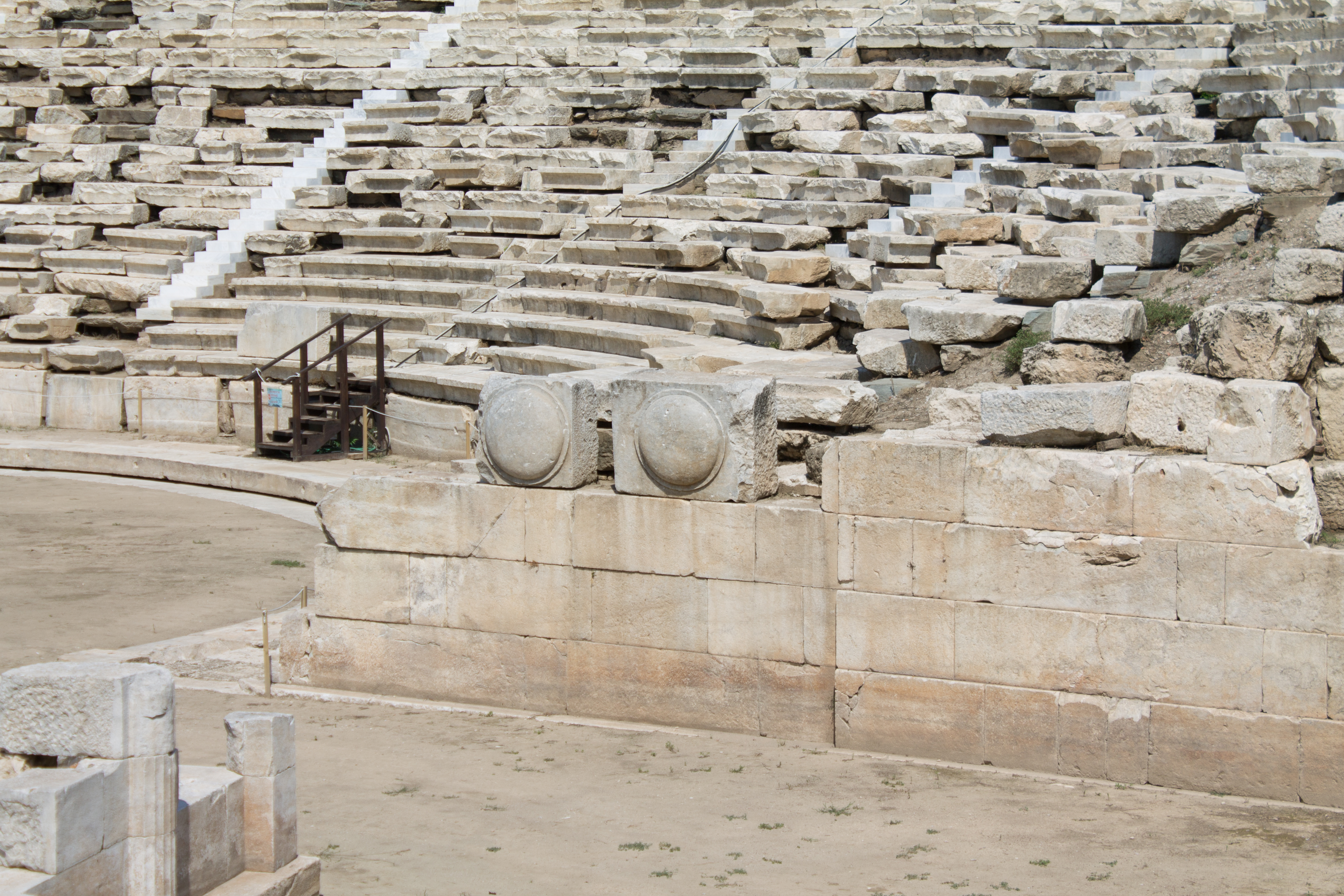
Ruinas del primer teatro de Larisa.

El edificio sufrió daños en un terremoto a finales del siglo I d. C. o principios del II. El teatro estuvo en uso hasta finales del siglo II d. C. o principios del III. Para entonces, las representaciones teatrales se habían trasladado a un Segundo Teatro de Larisa más pequeño. El teatro fue completamente destruido por un terremoto en el siglo IV.
Las partes superiores de las ruinas del teatro aún eran visibles en el siglo XIX. Sin embargo, el terremoto de 1868 las cubrió bajo los escombros de edificios más nuevos y se construyeron nuevos edificios encima. Después de eso, las ruinas del teatro permanecieron en terrenos privados bajo edificios durante mucho tiempo. Las primeras excavaciones arqueológicas en el lugar se llevaron a cabo en 1910. La totalidad del teatro se excavó entre 1990 y 2000.

## Descripción

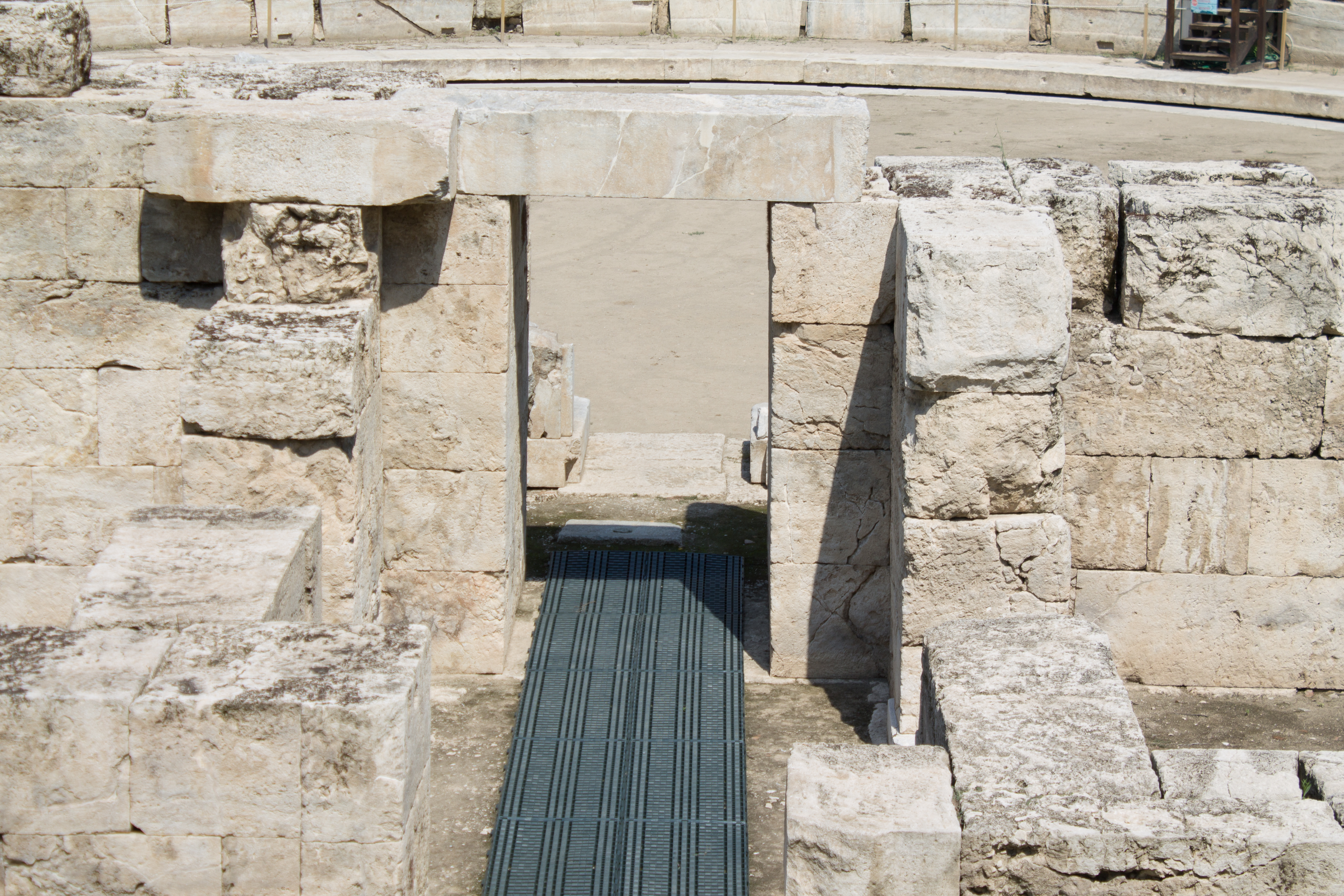
Detalle de las ruinas del teatro.

Se construyó en la acrópolis, en la ladera sur de la actual colina de Froúrio. Sus estructuras eran principalmente de mármol blanco. El teatro tenía un a cávea semicircular con una orchestra circular en el centro. El teatro estaba orientado al sur, hacia el ágora de la ciudad. Tenía un aforo de unas 10 000 personas.
Un pasillo horizontal (diazomata), de unos dos metros de ancho, dividía la cávea en una parte principal o inferior y otra superior («epiteatro»). Diez escaleras verticales dividían la parte inferior del auditorio en 11 secciones, cada una con 25 filas de asientos. En la parte superior, 20 escaleras dividían la tribuna en 22 secciones, cada una con 14 a 18 filas de asientos. En la sección superior, el graderío no se extendía lateralmente tanto como en la inferior. El diámetro de la orchestra era de unos 25,5 metros. Estaba rodeada de drenaje. Cuando el teatro se transformó en arena, se retiraron las cuatro filas inferiores de bancos, con lo que la orchestra se ensanchó unos 4 metros.

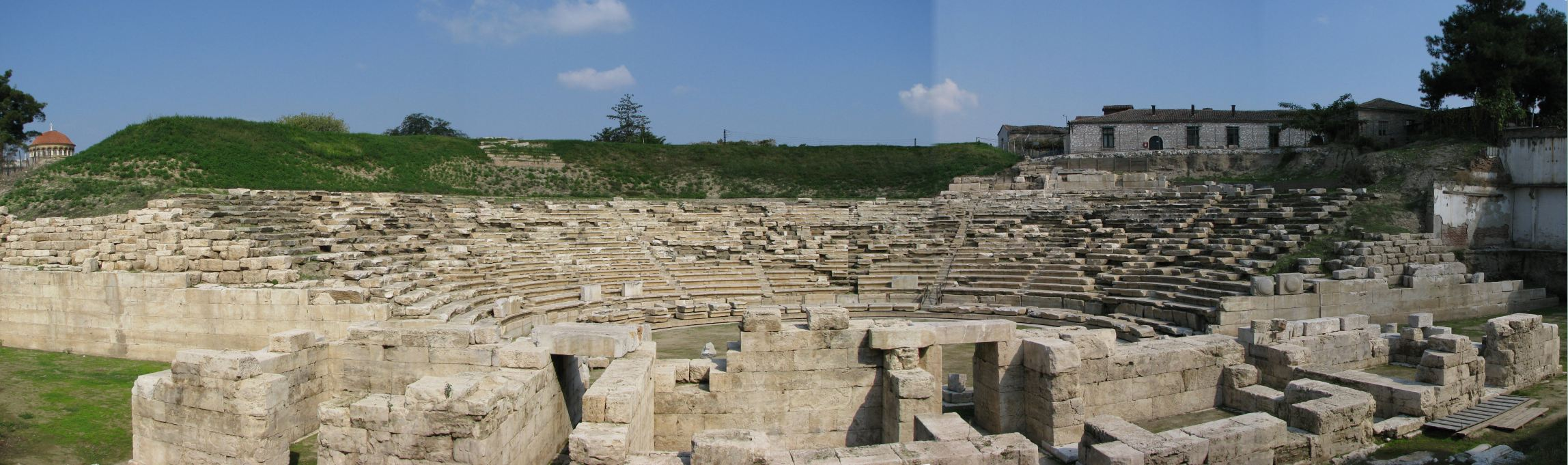
Vista del teatro.

La skené, (edificio escénico), medía unos 37,5 metros de largo. Constaba de cuatro salas, utilizadas como camerinos y almacenes para los actores, con tres puertas entre ellas. En una segunda fase, hacia 200-150 a. C., se añadió delante un proscenio de unos 20 metros de largo y unos dos de ancho. Estaba sostenido por seis pilastras y seis semicolumnas de estilo dórico. En época romana, el edificio escénico se modificó añadiéndole un segundo piso, que se decoró, entre otras cosas, con esculturas. El edificio se ha conservado excepcionalmente bien en época moderna.
Cerca del teatro había un santuario dedicado a Dioniso.